# Sylvilagus robustus
Il silvilago robusto (Sylvilagus robustus Bailey, 1905) è una rara specie di silvilago endemica del Sud-ovest americano.

## Descrizione
Ritenuto in passato una sottospecie del silvilago orientale, questo coniglio è lungo 37,5-46,3 cm.

## Distribuzione e habitat
È diffuso soltanto sui monti Chisos, Davis e Guadalupe, in Texas e Nuovo Messico, e sulla Sierra de la Madera, nell'adiacente stato messicano di Coahuila. Forse ne sopravvive qualcuno anche sulla Sierra del Carmen.

## Conservazione
La Lista rossa IUCN classifica Sylvilagus robustus come specie vulnerabile.
Questa specie, ritenuta già rara di natura, ha subito nel corso del XX secolo una continua diminuzione. Negli anni quaranta ne rimanevano solo 50 esemplari sui Monti Guadalupe, ma, a parte due individui avvistati negli anni settanta, dagli anni sessanta quella popolazione è ritenuta scomparsa. L'ultimo esemplare noto che viveva sui Monti Davis fu un individuo investito da un'auto nel 1997. Sulla Sierra de la Madera ne sopravvive forse una popolazione in buone condizioni, sempre che non si tratti di una popolazione di silvilaghi orientali, anch'essi presenti nella zona e molto simili al silvilago robusto.